# Ledian Memushaj
Ledian Memushaj (* 7. prosince 1986) je albánský fotbalový trenér a bývalý střední záložník. Je hlavním trenérem týmu do 19 let italského klubu Pescara.

## Klubová kariéra

### Mládežnická kariéra
Memushaj se připojil k ASD Sarzanese Calcio 1906, když mu bylo 17 let. V roce 2006 pomohl týmu ke druhému místo v Eccellenza Liguria a postupudo Serie D. V létě 2008 přestoupil do týmu Serie D Valle d'Aosta, kde odehrál 34 zápasů a vstřelil 3 góly. Dne 10. září 2009 podepsal smlouvu s Paganese a s klubem hrál v Lega Pro Prima Divisione.

### Chievo a Portogruara
Dne 21. června 2010 podepsal smlouvu s AC ChievoVerona na přestup do Serie A. Dne 29. ledna 2011 byl poslán na hostování do klubu Portogruaro v Serii B.

### Lecce
Dne 27. července 2012 Memushaj opustil Carpi a přestoupil do klubu Serie B Lecce, kde podepsal smlouvu na tři roky. Nicméně, ještě předtím, než kopl do míče, klub byl vyloučen ze Serie B do Lega Pro Prima Divisione kvůli podílu na skandálu Calcio Scommesse.
Memushaj vstřelil svůj první gól za Lecce 3. září 2012 při vítězství 3:2 nad Cremonese. V 31. minutě vstřelil 3. gól svého týmu v zápase střelou z 20 metrů. Dne 23. září 2012 vstřelil třetí gól Lecce při vítězství 1:3 v Trevisu, které je vyneslo do čela tabulky Lega Pro Prima Divisione 2012/13.

#### Hostování v Carpi
Dne 27. července 2013 klub Carpi oznámil, že podepsal smlouvu s Memushajem na hostování z Lecce pro sezónu Serie B 2013/14. K tomuto přestupu došlo krátce poté, co Carpi podepsalo smlouvu s albánským reprezentantem Edgarem Çanim.
Stal se klíčovým hráčem Carpi, každý týden významně přispíval k dobrým výsledkům a pravidelně skóroval. Svůj první gól vstřelil v prodloužení při vítězství 0:1 proti Reggině 28. září 2013. Dne 26. října 2013 vstřelil gól proti Latině z penaltového puntíku na začátku druhého poločasu a zajistil svému týmu remízu 1:1. Dne 21. prosince 2013 skóroval z penaltového puntíku v 72. minutě a zajistil svému týmu těsné vítězství 1:0 nad Palermem. Toto vítězství mělo za následek, že Palermo přišlo první místo ve prospěch Empoli. Rok 2014 zahájil s cílem navázat na svou vynikající formu z první poloviny sezóny. Skóroval ve 20. minutě prvního poločasu proti Ternaně doma 25. ledna 2014, ale to nestačilo k odvrácení porážky. Byl to jeho pátý gól v sezoně a i přes tuto porážku byl jeho tým jen tři body od postupu.
V sezóně 2013/14 odehrál celkem 33 zápasů v Serii B, ve kterých vstřelil 8 gólů. V sezóně 2013/14 odehrál jediný zápas v Coppa Italia.
Dne 6. května 2014 si Memushaj v zápase proti Pescaře přetrhl vaz v pravém koleni a musel podstoupit operaci. 6 měsíců nemohl hrát.

### Návrat do Lecce
Carpi nepřijalo žádost Lecce o koupi Memushaje za poplatek 400 000 €, a tak se vrátil do Lecce.

### Pescara
Dne 1. září 2014 podepsal smlouvu na 1 rok s klubem Serie B Pescara.
Kvůli zranění, které utrpěl v květnu 2014, vynechal prvních 7 zápasů sezóny 2014/15 v Serii B. V nové sezóně debutoval 12. října 2014, když v 87. minutě proti Crotone nastoupil jako náhradník za Gabriela Appelta Pirese; Pescara vyhrála zápas 4:1. V zápase 17. října 2014 proti Vicenze (1:1) byl nevyužitým náhradníkem, ale o týden později nastoupil v základní sestavě v zápase proti svému předchozímu týmu Carpi. Zápas skončil vysokou prohrou 0:5. O týden později vstřelil Memushaj svůj první gól za Pescaru při remíze 1:1 proti Bari. Dne 27. prosince 2015 vstřelil Memushaj vítězný gól v zápase proti Latina Calcio, ale následně byl poslán ze hřiště poté, co kopl mikrofon na postranní čáru jako součást oslavy svého gólu.

### Benevento
Dne 28. srpna 2017 podepsal Memushaj smlouvu na hostování v klubu Serie A Benevento do konce sezóny 2017/18 s opcí na přestup.

## Reprezentační kariéra
Memushaj byl poprvé povolán do albánského národního týmu v listopadu 2010 trenérem Josipem Kužem na přátelské utkání proti Makedonii. V reprezentaci debutoval během zápasu na stadionu Qemal Stafa, když ve druhém poločase nahradil Klodiana Dura, když zápas skončil bezbrankovou remízou. Do týmu se vrátil 9. února 2011 na další přátelské utkání proti Slovinsku, kde si připsal svůj druhý zápas, opět jako náhradník, když Albánie prohrála 1:2.
V listopadu 2013, po dlouhé absenci, se Memushaj vrátil do týmu pro přátelský zápas proti Bělorusku po konci kvalifikace na Mistrovství světa ve fotbale 2014. Při další bezbrankové remíze opět naskočil jako náhradník (místo Valdeta Ramy).

### Mistrovství Evropy ve fotbale 2016
Memushaj vynechal první dva zápasy kvalifikace na Mistrovství Evropy ve fotbale 2016 proti Portugalsku a Dánsku kvůli zranění, které utrpěl v květnu 2014, když hrál za Carpi. Zmeškal také nechvalně známý zápas proti Srbsku v říjnu 2014. Jakmile byl prohlášen za uzdraveného, byl v listopadu 2014 povolán na přátelské zápasy proti Francii a Itálii. Svůj první zápas odehrál proti Francii, když Albánie uhájila historickou remízu 1:1 v Roazhon Parku. Nastoupil také v historicky prvním zápase Albánie proti Itálii, když promarnil příležitost skórovat v prvním poločase a Albánie prohrála 1:0.
Memushaj byl i nadále součástí albánského týmu v kvalifikaci. V posledním rozhodujícím zápase proti Arménii asistoval u druhého gólu v nastavení, když Albánie vyhrála 3:0 a zajistila si místo na Mistrovství Evropy ve fotbale 2016, jejich vůbec prvního vystoupení na velkém mužském fotbalovém turnaji. Dne 21. května 2016 byl jmenován do albánského 27členného kádru pro turnaj a do konečného 23členného albánského týmu pro šampionát dne 31. května.
Na turnaji nenastoupil v prvním zápase skupiny A proti Švýcarsku, které skončilo prohrou 0:1. Ve druhém utkání proti hostitelské Francii se však vrátil do sestavy, když přišel na hřiště ještě předtím, než Albánie v posledních minutách inkasovala dva góly. V posledním zápase proti Rumunsku asistoval u hlavičky Armanda Sadika u jediného gólu zápasu, čímž pomohl Albánii k prvnímu vítězství na velkém mužském fotbalovém turnaji a Albánie porazila Rumunsko poprvé od roku 1948. Albánie skončila ve své skupině třetí, se třemi body a gólovým rozdílem -2, čímž se zařadila na poslední místo mezi týmy na třetích místech. Do vyřazovacích bojů tak nepostoupila.

### Kvalifikace na Mistrovství světa ve fotbale 2018
Memushaj vstřelil svůj první mezinárodní gól 11. června 2017 v kvalifikačním zápase na Mistrovství světa ve fotbale 2018 proti Izraeli, když vstřelil třetí gól při konečném vítězství 3:0.

## Po konci kariéry
Memushaj ukončil hráčskou kariéru na konci sezóny 2021/22 a byl jmenován hlavním trenérem týmu Pescary do 19 let.

## Osobní život
Se svou rodinou emigroval v roce 1997 do Itálie kvůli občanské válce v Albánii.